# Brevicornu hissaricum
Brevicornu hissaricum är en tvåvingeart som beskrevs av Zaitzev 1985. Brevicornu hissaricum ingår i släktet Brevicornu och familjen svampmyggor.
Artens utbredningsområde är Tadzjikistan. Inga underarter finns listade i Catalogue of Life.